# اوهایو سیتی (کلرادو)
اوهایو سیتی (به انگلیسی: Ohio City) یک منطقهٔ مسکونی در ایالات متحده آمریکا است که در شهرستان گانیسون، کلرادو واقع شده‌است. اوهایو سیتی ۲٬۶۱۲ متر بالاتر از سطح دریا واقع شده‌است.